# پرزمیسلاو میارچینسکی
پرزمیسلاو میارچینسکی (انگلیسی: Przemysław Miarczyński؛ زادهٔ ۲۶ اوت ۱۹۷۹) از برندگان مدال‌های بازی‌های المپیک تابستانی اهل لهستان است.